# حمض الأوكسولينيك
حمض الأوكسولينيك (بالإنجليزية: Oxolinic acid)‏ مضاد حيوي كوينولوني طُوِّر في اليابان في السبعينيات، وتؤخذ جرعاته من 12-20 ملغ/كغ فمويًّا لمدة خمسة إلى عشرة أيام. يعمل الدواء بتثبيط الإنزيم جايريز الدنا [الإنجليزية]، ويعمل أيضًا مُثبِّطًا لاسترداد الدوبامين وفيه تأثيرات منبهة على الفئران.